# Orthonama nigrofascia
Orthonama nigrofascia là một loài bướm đêm trong họ Geometridae.